# پوستر (بسکتبال)

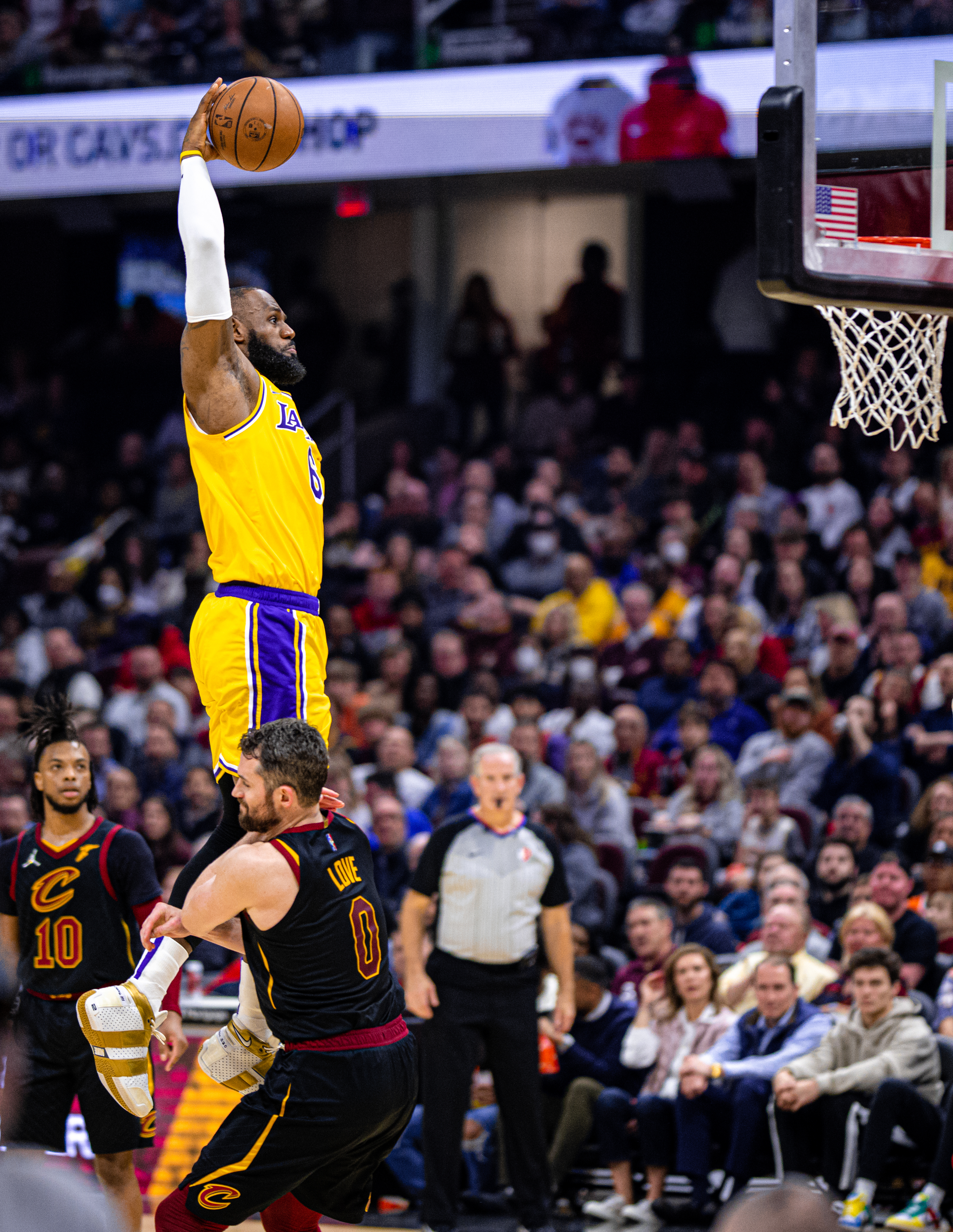
نمایی از یک «پوسترسازی» توسط لبرون جیمز

پوسترسازی در اصطلاحات عامیانه آمریکای شمالی، گرفته شده از حرکتی از بازی بسکتبال است ، که در آن بازیکن مهاجم روی دست مدافع دانک می‌کند که این حرکت به خاطر زیبایی اش که نشان دهنده مهارت تماشایی فرد مهاجم است به عنوان پوستر‌های چاپ شده منتشر می‌شود.  این اصطلاح از حرکات جولیوس اروینگ که دارای پروازهای بلند روحیه بخش به تیم آغاز شد.
یکی از مشهورترین نمونه‌ها که بازیکنی روی جلد مجله‌ها و روزنامه‌ها برود طی بازی‌های المپیک تابستانی ۲۰۰۰ اتفاق افتاد. وینس کارتر با قامت ۶ فوت و ۶ اینج که برای تیم ایالات متحده آمریکا بازی می کرد، روی بازیکن تیم فرانسه، «فردریک ویز» با قامت ۷ فوت و ۲ اینچ دانک زد. 
پوسترسازی همچنین اغلب در ورزش‌های دیگر مانند اتفاقات اینچنینی توصیف می‌شود و همچنان جای خود را در تجارت نوشته‌ها حفظ کرده‌است. 